# پرنده‌بال جالوت
پرنده‌بال جالوت (نام علمی: Ornithoptera goliath)، یک پروانه پرنده‌بال است که در گینه نو یافت می‌شود. این پروانه پس از پرنده‌بال ملکه الکساندرا دومین پروانه بزرگ جهان است. پرنده‌بال جالوت در جنگل‌های بارانی گینه نو و جزایر کوچک‌تر پیرامون آن زندگی می‌کند.

Ornithoptera goliath samson، ماده، هر دو طرف

Ornithoptera goliath supremus ماده، هر دو طرف